# Mešita Hadžijska
Mešita Hadžijska se nachází v Sarajevu v Bosně a Hercegovině. Nachází se v Alifakovac, v sousedství lokální komunity Babića bašća, v nejstarší osídlené lokalitě v Sarajevu.
Byla vystavěna mezi lety 1541–1561 na přání Gazi Husrev-bega, po němž byla původně pojmenována. Bývala využívána místními a poutníky směřujícími do Mekky.